# Aeroporto di Mosca-Bykovo
L'aeroporto di Mosca-Bykovo in russo Аэропорт Быково? (in inglese: Airport Moscow-Bykovo) (IATA: BKA, ICAO: UUBB) era un aeroporto civile internazionale per i voli nell'area CSI e regionale per i voli russi che serviva la città di Mosca, in Russia.

## Posizione geografica
L'aeroporto Bykovo si trova a circa 31 km a sud-est del centro di Mosca e a soli 15 km dalla MKAD - la tangenziale di Mosca, lungo l'autostrada e la ferrovia per Rjazan', presso la città di Žukovskij.

## Storia
- L'aeroporto di Mosca-Bykovo è uno dei primi aeroporti della Russia fondato nel 1933.
- 14 settembre 1936 - il primo volo di linea effettuato dall'aeroporto di Mosca-Bykovo.
- 1975 - l'apertura del nuovo Terminal dell'aeroporto Bykovo.
- Nel 1994 l'aeroporto di Mosca-Bykovo è stato privatizzato con la creazione della Bykovo-Avia S.p.a.(in russo: ОАО "Быково-Авиа"). Negli anni novanta l'aeroporto è stato in crisi per l'assenza della strategia dello sviluppo e un posizionamento sul mercato.

## Dati tecnici
L'aeroporto di Mosca-Bykovo è dotato attualmente di una pista di classe B. La lunghezza della pista è di 2,210 m х 40 m.
L'aeroporto era equipaggiato per la manutenzione, l'atterraggio/decollo degli aerei: Yakovlev Yak-42, Yakovlev Yak-40, Let L-410, Antonov An-24, Antonov An-26, Antonov An-26, Antonov An-30, Antonov An-32, Antonov An-74, Tupolev Tu-134 senza alcun restrizione, Ilyushin Il-18, Ilyushin Il-76, Antonov An-12, Tupolev Tu-154 e Tupolev Tu-204 con alcuni restrizioni, tutti i tipi degli elicotteri.
Il peso massimo al decollo della pista aeroportuale era di 191 tonnellate.
L'aeroporto di Mosca-Bykovo disponeva di 60 parcheggi per gli aerei di medie/grandi dimensioni.

## Terminal
La capacità del Terminal Nazionale passeggeri dell'Aeroporto di Mosca-Bykovo era di 350 passeggeri/ora. Inoltre, all'aeroporto c'era un Terminal VIP.

## Gestione
La gestione dell'aeroporto era affidata alla compagnia aerea russa Center-Avia (66,67%) e alla Fabbrica di Manutenzione degli Aerei di Bykovo (33,33%).

## Strategia
L'aeroporto di Mosca-Bykovo inizialmente è stato un aeroporto internazionale per i voli di linea, di voli charter e di voli cargo nei paesi della CSI e successivamente è stato adibito solo all'uso di voli charter della Centre-Avia.
L'aeroporto è stato aperto 24 ore al giorno che l'utilizzo come uno scalo d'emergenza per gli altri aeroporti moscoviti: Domodedovo, Vnukovo  e Šeremet'evo in caso di necessità.
All'aeroporto Bykovo si basa la Fabbrica di Manutenzione degli Aerei di Bykovo o la BARZ (ex-Zavod 402GA) (in cirillico: Быковский авиаремонтный завод o БАРЗ). La BARZ attualmente fa la manutenzione degli aerei Antonov An-24, Tupolev Tu-134, Tupolev Tu-204, Yakovlev Yak-40, Yakovlev Yak-42 e degli elicotteri Mil Mi-2, Mil Mi-8, Kamov Ka-26, Kamov Ka-32.
Nell'ottobre 2010 è stata sospesa ogni operazione e l'aeroporto è stato chiuso. Nel 2011 l'intera struttura è stata demolita

## Collegamenti con Mosca

### Auto
L'aeroporto Bykovo è facilmente raggiungibile percorrendo la strada statale Mosca-Rjazan'.

### Autobus
L'aeroporto di Mosca-Bykovo era collegato con la città con due linee di trasporto pubblico № 424 e № 430 che partono dalla Stazione della Metropolitana di Mosca Vychino (in cirillico: метро "Выхино"). Inoltre, l'aeroporto Bykovo era collegato con la città con la linea № 441 che parte dalla Stazione della Metropolitana di Mosca Kuz'minki (in cirillico: метро "Кузьминки").
Inoltre, dal Terminal dell'aeroporto Bykovo partivano le navette che permettono di raggiungere altri aeroporti moscoviti.

### Treno
L'aeroporto di Mosca-Bykovo era raggiungibile con i treni regionali delle Ferrovie russe che partono dalla Stazione di Mosca-Kazanskaja (la Stazione della Metropolitana di Mosca Komsomol'skaja (in cirillico: метро "Комсомольская")). Il tempo di percorrenza era di 50 minuti. La Stazione delle Ferrovie russe Bykovo era collegata con il Terminal dell'aeroporto con due linee urbane №22 e №23 che partono dalle 6 alle 22 e permettevano di raggiungere in 5 minuti l'aeroporto.

## Aeroporti di Mosca
- Aeroporto di Mosca-Domodedovo
- Aeroporto di Mosca-Ostaf'evo
- Aeroporto di Mosca-Šeremet'evo
- Aeroporto di Mosca-Tušino
- Aeroporto di Mosca-Vnukovo